# 巴倫西亞君主列表
在中世紀大多數時間內，巴倫西亞隸屬於多個政治實體，穆斯林征服后，先後隸屬於倭馬亞王朝和后倭馬亞王朝，自1010年開始成為巴倫西亞泰法國的官邸和治所，直至熙德征服該地成為統治者，熙德死後，巴倫西亞被卡斯蒂利亞王國接管，不久被摩爾人攻陷，1145年又獨立成為泰法國，兩年后被穆爾西亞泰法國吞併，之後受穆瓦希德王朝管轄，1229年再次獨立成立泰法國，十年后被阿拉貢王國征服。之後成立了巴倫西亞王國，隸屬於阿拉貢聯合王國，由聯合王國派人管理，巴倫西亞王國一直維持自治狀態，直至1707年的新基本法頒佈后。

## 巴倫西亞統治者
| 肖像 | 統治者                  | 統治時間        |
|      | 倭马亚王朝 后倭马亚王朝 | 713年 - 1010年  |
|      | 巴倫西亞泰法國          | 1010年 - 1095年 |
|      | 熙德                    | 1095年 - 1099年 |
|      | 卡斯蒂利亚王国          | 1099年 - 1102年 |
|      | 穆拉比特王朝            | 1102年 - 1145年 |
|      | 巴倫西亞泰法國          | 1145年 - 1147年 |
|      | 穆尔西亚泰法國          | 1147年 - 1172年 |
|      | 穆瓦希德王朝            | 1172年 - 1229年 |
|      | 巴倫西亞泰法國          | 1229年 - 1239年 |

## 巴倫西亞君主列表

### 巴塞羅那家族
| 肖像 | 姓名                    | 統治時間        | 備註                         |
|      | 海梅一世 （"征服者"）   | 1239年 - 1276年 | 阿拉貢國王兼巴塞羅那伯爵     |
|      | 佩德羅一世 （"偉大的"） | 1276年 - 1285年 | 海梅一世與第二任妻子所生長子 |
|      | 阿方索一世 （"坦率的"） | 1285年 - 1291年 | 佩德羅一世長子               |
|      | 海梅二世 （"正義的"）   | 1291年 - 1327年 | 佩德羅一世次子               |
|      | 阿方索二世 （"善良的"） | 1327年 - 1336年 | 海梅二世次子                 |
|      | 佩德羅二世 （"隆重的"） | 1336年 - 1387年 | 阿方索二世次子               |
|      | 胡安一世 （"獵人"）     | 1387年 - 1396年 | 佩德羅二世次子               |
|      | 馬丁一世 （"長者"）     | 1396年 - 1410年 | 佩德羅二世第三子             |

馬丁的三個兒子都先於其去世，馬丁去世后家族主系絕嗣

### 空位時期
- 1410年 - 1412年

### 特拉斯塔马拉家族
| 肖像 | 統治者                      | 統治時間        | 備註                                 |
|      | 費爾南多一世 （"誠實的"）   | 1412年 - 1416年 | 佩德羅二世外孫，馬丁一世外甥         |
|      | 阿方索三世 （"坦荡的"）     | 1416年 - 1458年 | 費爾南多一世長子                     |
|      | 胡安二世 （"偉大的"）       | 1458年 - 1479年 | 費爾南多一世次子                     |
|      | 費爾南多二世 （"天主教徒"） | 1479年 - 1516年 | 胡安二世次子                         |
|      | 胡安娜一世 （"瘋女"）       | 1516年 - 1555年 | 費爾南多二世次女，與子卡洛斯一世共治 |

胡安娜一世名为共治君主，事实上被囚禁。

### 哈布斯堡家族
| 肖像 | 統治者                  | 統治時間        | 備註                               |
|      | 卡洛斯一世 （"皇帝"）   | 1516年 - 1556   | 胡安娜一世長子，与被囚禁的母亲共治 |
|      | 費利佩一世 （"謹慎的"） | 1556年 - 1598年 | 卡洛斯一世長子                     |
|      | 費利佩二世 （"虔誠者"） | 1598年 - 1621年 | 費利佩一世幼子                     |
|      | 費利佩三世 （"偉大的"） | 1621年 - 1665年 | 費利佩二世長子                     |
|      | 卡洛斯二世 （"中魔者"） | 1665年 - 1700年 | 費利佩三世第三子                   |

### 西班牙王位繼承戰爭

#### 波旁家族
| 肖像 | 統治者     | 統治時間        | 備註             |
|      | 費利佩四世 | 1700年 - 1705年 | 費利佩三世曾外孫 |

#### 哈布斯堡家族
| 肖像 | 統治者     | 統治時間        | 備註             |
|      | 卡洛斯三世 | 1705年 - 1713年 | 費利佩二世曾外孫 |

費利佩在1707年開始頒佈《新基本法令》，阿拉貢王國的機構解散，國王頭銜被廢止。